# Mazinghem
Mazinghem [mazɛ̃ɡɛm] est une commune française située dans le département du Pas-de-Calais en région Hauts-de-France. Ses habitants sont appelés les Mazinghemois. La commune est membre de la communauté d'agglomération de Béthune-Bruay, Artois-Lys Romane.

## Géographie

### Localisation
Localisée dans l'est du département du Pas-de-Calais, Mazinghem est une commune située, à vol d'oiseau, à 4 km au sud de la commune d'Aire-sur-la-Lys (aire d'attraction) et à 18 km au nord-ouest de la commune de Béthune (chef-lieu d'arrondissement).
Le territoire de la commune est limitrophe de ceux de cinq communes.
Les communes limitrophes sont Lambres, Isbergues, Norrent-Fontes, Quernes et Rombly.

### Géologie et relief
La superficie de la commune est de 5,19 km2 ; son altitude varie de 19  à   57 m.

### Hydrographie
Le territoire de la commune est situé dans le bassin Artois-Picardie.
C'est sur le territoire de la commune que la Rivièrette ou Lys, cours d'eau naturel de 7,99 km, prend sa source et se jette dans le Guarbecque, au niveau de la commune de Guarbecque.
Un marais commun existait autrefois entre Mazinghem, Ham, Norrent-Fontes, Molinghem, Guarbecque et Berguette. On y cultivait notamment le cresson. Un plan de lotissement de ce marais a été dressé le 2 messidor an II (20 juin 1794), cité par l'archiviste départemental.
À la suite du drainage généralisé des zones humides et de l'industrialisation lourde (avec pompages) de la région, le niveau des nappes d'eau a fortement baissé. Les puits artésiens ne donnant plus assez d'eau, de nombreuses cressonnières sont aujourd'hui asséchées et comblées. Il reste deux cressiculteurs en activité à Norrent-Fontes.

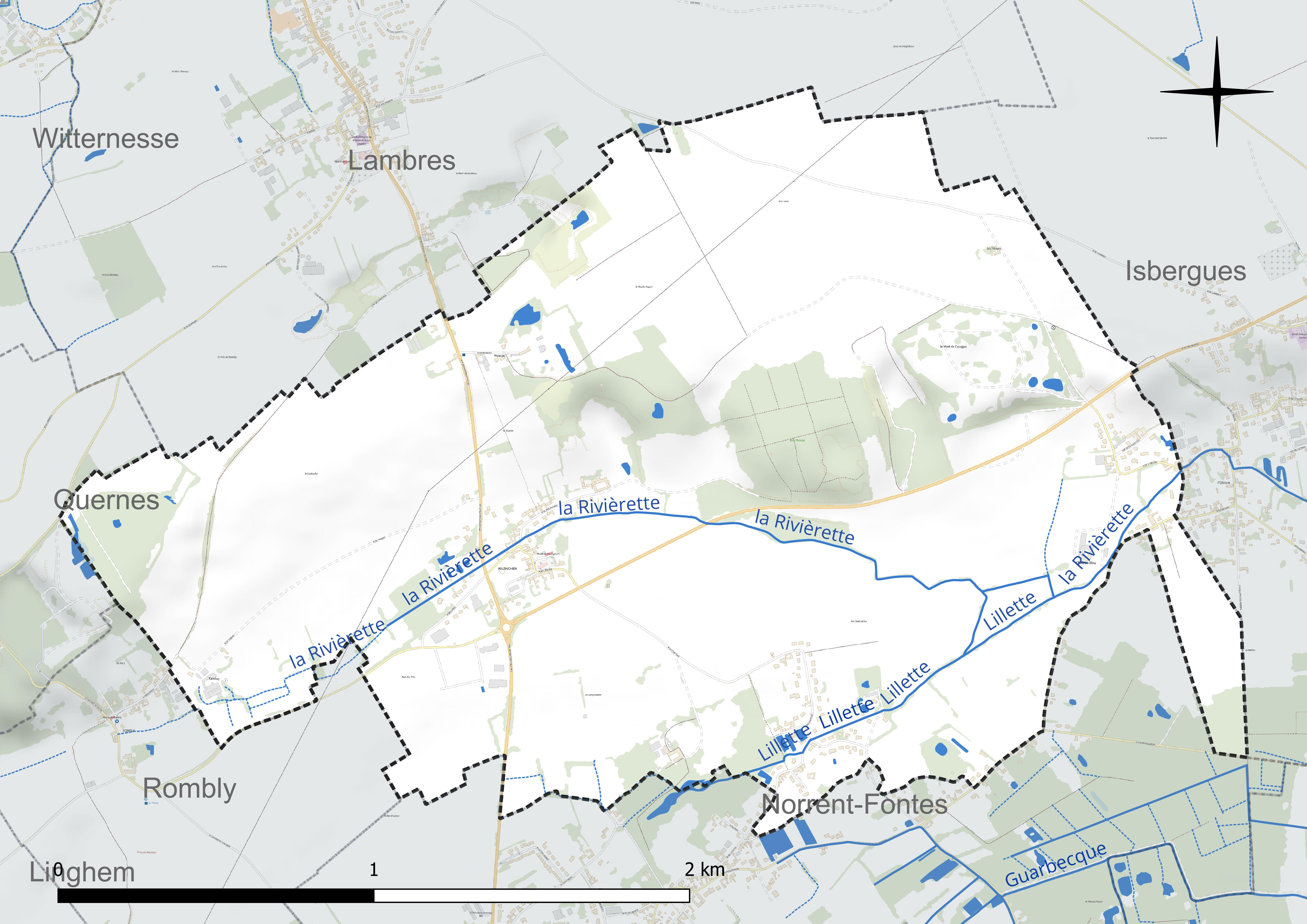
Réseau hydrographique de Mazinghem.

### Climat
Pour des articles plus généraux, voir Climat des Hauts-de-France et Climat du Pas-de-Calais.
En 2010, le climat de la commune est de type climat océanique dégradé des plaines du Centre et du Nord, selon une étude du CNRS s'appuyant sur une série de données couvrant la période 1971-2000. En 2020, Météo-France publie une typologie des climats de la France métropolitaine dans laquelle la commune est exposée à un climat océanique et est dans la région climatique Côtes de la Manche orientale, caractérisée par un faible ensoleillement (1 550 h/an) ; forte humidité de l’air (plus de 20 h/jour avec humidité relative > 80 % en hiver), vents forts fréquents.
Pour la période 1971-2000, la température annuelle moyenne est de 10,4 °C, avec une amplitude thermique annuelle de 14,1 °C. Le cumul annuel moyen de précipitations est de 769 mm, avec 12,8 jours de précipitations en janvier et 8,7 jours en juillet. Pour la période 1991-2020, la température moyenne annuelle observée sur la station météorologique la plus proche, située sur la commune de Lillers à 7 km à vol d'oiseau, est de 11,1 °C et le cumul annuel moyen de précipitations est de 731,5 mm,. Pour l'avenir, les paramètres climatiques de la commune estimés pour 2050 selon différents scénarios d'émission de gaz à effet de serre sont consultables sur un site dédié publié par Météo-France en novembre 2022.

### Milieux naturels et biodiversité
L’Inventaire national du patrimoine naturel (INPN) recense plusieurs espèces faunistiques et floristiques sur le territoire de la commune dont certaines sont protégées et d’autres menacées et quasi-menacées.

## Urbanisme

### Typologie
Au 1er janvier 2024, Mazinghem est catégorisée petite ville, selon la nouvelle grille communale de densité à sept niveaux définie par l'Insee en 2022.
Elle est située hors unité urbaine. Par ailleurs la commune fait partie de l'aire d'attraction d'Aire-sur-la-Lys, dont elle est une commune du pôle principal,. Cette aire, qui regroupe 15 communes, est catégorisée dans les aires de moins de 50 000 habitants,.

### Occupation des sols
L'occupation des sols de la commune, telle qu'elle ressort de la base de données européenne d’occupation biophysique des sols Corine Land Cover (CLC), est marquée par l'importance des territoires agricoles (90,6 % en 2018), en diminution par rapport à 1990 (92 %). La répartition détaillée en 2018 est la suivante : 
terres arables (66 %), prairies (17,2 %), zones agricoles hétérogènes (7,5 %), forêts (5,8 %), zones urbanisées (3,6 %). L'évolution de l’occupation des sols de la commune et de ses infrastructures peut être observée sur les différentes représentations cartographiques du territoire : la carte de Cassini (XVIIIe siècle), la carte d'état-major (1820-1866) et les cartes ou photos aériennes de l'IGN pour la période actuelle (1950 à aujourd'hui).

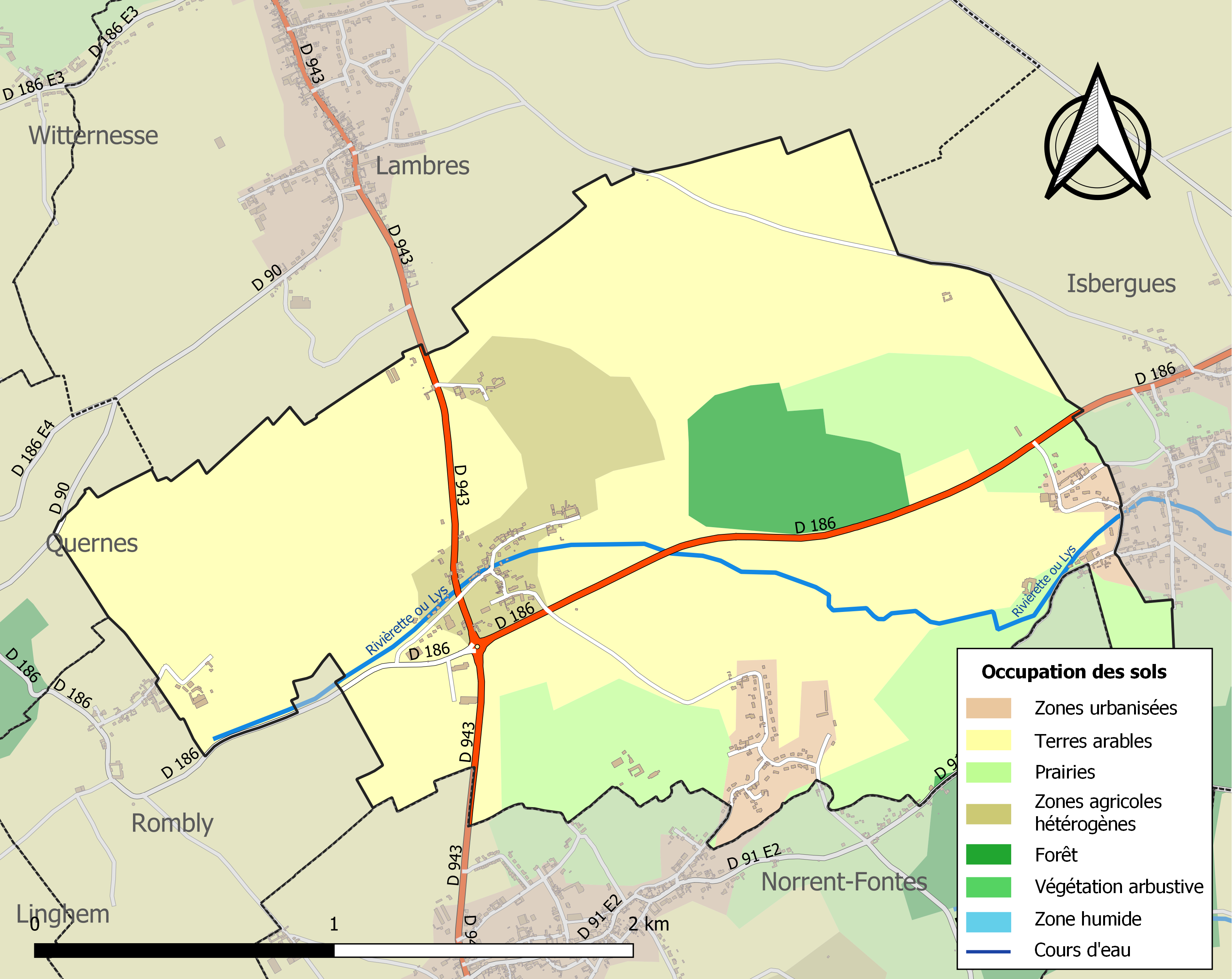
Carte des infrastructures et de l'occupation des sols de la commune en 2018 (CLC).

## Toponymie
Le nom de la localité est attesté sous les formes Mazinghem (1119) ; Masingehem (1136) ; Masinguehem (1157) ; Masinghem (1243) ; Mazinghen (1358) ; Masinguehen (1415) ; Masinghen (1505) ; Mazinghehen (1516) ; Mazinghen (1415) ; Mazinguehen-lez-Aire (1584) ; Mazinghem (XVIIIe siècle) ; Maringhem en 1793 ; Mazinghem depuis 1801.

## Histoire
Le 16 décembre 1581, est rendue une sentence de noblesse pour Jean de Lillette, écuyer, seigneur du lieu (hameau de Mazinghem).

## Politique et administration

### Découpage territorial
La commune se trouve dans l'arrondissement de Béthune du département du Pas-de-Calais.

#### Commune et intercommunalités
La commune est membre de la communauté d'agglomération de Béthune-Bruay, Artois-Lys Romane qui regroupe 100 communes et compte 275 327 habitants en 2021.

#### Circonscriptions administratives
La commune est rattachée au canton d'Aire-sur-la-Lys.

#### Circonscriptions électorales
Pour l'élection des députés, la commune fait partie de la huitième circonscription du Pas-de-Calais.

### Élections municipales et communautaires

#### Liste des maires
| Période                                  | Période                    | Identité            | Étiquette | Qualité                |
| ---------------------------------------- | -------------------------- | ------------------- | --------- | ---------------------- |
| Les données manquantes sont à compléter. |                            |                     |           |                        |
| mars 2001                                | 2020                       | Jean-Jacques Martel |           |                        |
| 26 mai 2020                              | En cours (au 29 mars 2022) | Claudette Matton    |           | Professeur des écoles, |

## Population et société

### Démographie
Les habitants sont appelés les Mazinghemois.

#### Évolution démographique
L'évolution du nombre d'habitants est connue à travers les recensements de la population effectués dans la commune depuis 1793. Pour les communes de moins de 10 000 habitants, une enquête de recensement portant sur toute la population est réalisée tous les cinq ans, les populations de référence des années intermédiaires étant quant à elles estimées par interpolation ou extrapolation. Pour la commune, le premier recensement exhaustif entrant dans le cadre du nouveau dispositif a été réalisé en 2005.

En 2022, la commune comptait 458 habitants, en évolution de −3,98 % par rapport à 2016 (Pas-de-Calais : −0,72 %, France hors Mayotte : +2,11 %).
| 1793 | 1800 | 1806 | 1821 | 1831 | 1836 | 1841 | 1846 | 1851 |
| ---- | ---- | ---- | ---- | ---- | ---- | ---- | ---- | ---- |
| 219  | 226  | 228  | 271  | 288  | 296  | 301  | 318  | 315  |

| 1856 | 1861 | 1866 | 1872 | 1876 | 1881 | 1886 | 1891 | 1896 |
| ---- | ---- | ---- | ---- | ---- | ---- | ---- | ---- | ---- |
| 303  | 291  | 300  | 306  | 298  | 306  | 317  | 298  | 318  |

| 1901 | 1906 | 1911 | 1921 | 1926 | 1931 | 1936 | 1946 | 1954 |
| ---- | ---- | ---- | ---- | ---- | ---- | ---- | ---- | ---- |
| 327  | 290  | 311  | 318  | 296  | 268  | 282  | 295  | 331  |

| 1962 | 1968 | 1975 | 1982 | 1990 | 1999 | 2005 | 2006 | 2010 |
| ---- | ---- | ---- | ---- | ---- | ---- | ---- | ---- | ---- |
| 321  | 286  | 298  | 325  | 321  | 337  | 384  | 396  | 444  |

| 2015 | 2020 | 2022 | - | - | - | - | - | - |
| ---- | ---- | ---- | - | - | - | - | - | - |
| 479  | 466  | 458  | - | - | - | - | - | - |

#### Pyramide des âges
En 2018, le taux de personnes d'un âge inférieur à 30 ans s'élève à 35,2 %, soit en dessous de la moyenne départementale (36,7 %). De même, le taux de personnes d'âge supérieur à 60 ans est de 18,7 % la même année, alors qu'il est de 24,9 % au niveau départemental.
En 2018, la commune comptait 241 hommes pour 230 femmes, soit un taux de 51,17 % d'hommes, largement supérieur au taux départemental (48,50 %).
Les pyramides des âges de la commune et du département s'établissent comme suit.
| Hommes | Classe d’âge | Femmes |
| ------ | ------------ | ------ |
| 0,4    | 90 ou +      | 0,4    |
| 5,9    | 75-89 ans    | 7,9    |
| 9,2    | 60-74 ans    | 13,6   |
| 22,7   | 45-59 ans    | 20,2   |
| 24,8   | 30-44 ans    | 24,6   |
| 15,1   | 15-29 ans    | 13,2   |
| 21,8   | 0-14 ans     | 20,2   |

| Hommes | Classe d’âge | Femmes |
| ------ | ------------ | ------ |
| 0,5    | 90 ou +      | 1,6    |
| 5,6    | 75-89 ans    | 8,9    |
| 16,7   | 60-74 ans    | 18,1   |
| 20,2   | 45-59 ans    | 19,2   |
| 18,9   | 30-44 ans    | 18,1   |
| 18,2   | 15-29 ans    | 16,2   |
| 19,9   | 0-14 ans     | 17,9   |

## Culture locale et patrimoine

### Lieux et monuments
- L'église Notre-Dame-de-l'Annonciation, dont les parties les plus anciennes datent des XIe et XIIIe siècles. Monument Historique, inscrit par arrêté du 21 novembre 1969 ; la cloche du XVIe siècle, un tableau et le buffet d'orgue sont monuments historiques à titre d'objet[30].
- Le monument aux morts des marbriers Deschamps fils et Lefebvre à Lillers, inauguré en 1921, commémore les morts des guerres 1914-18 et 1940-45[31].
- Le parc du château.
- Croix de chemin et chapelles.
- Le monument aux morts[32].

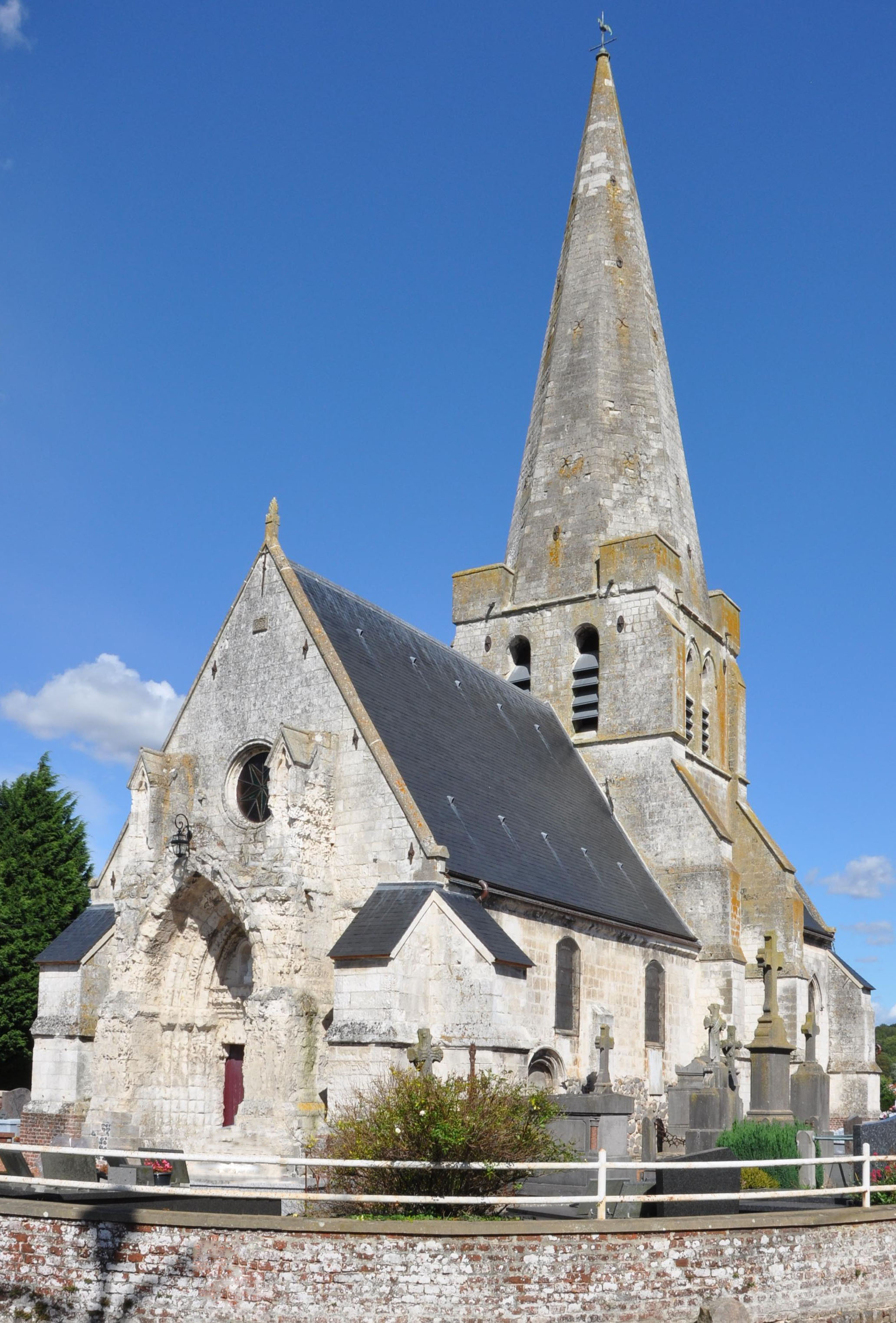
L'église Notre-Dame-de-l'Annonciation.
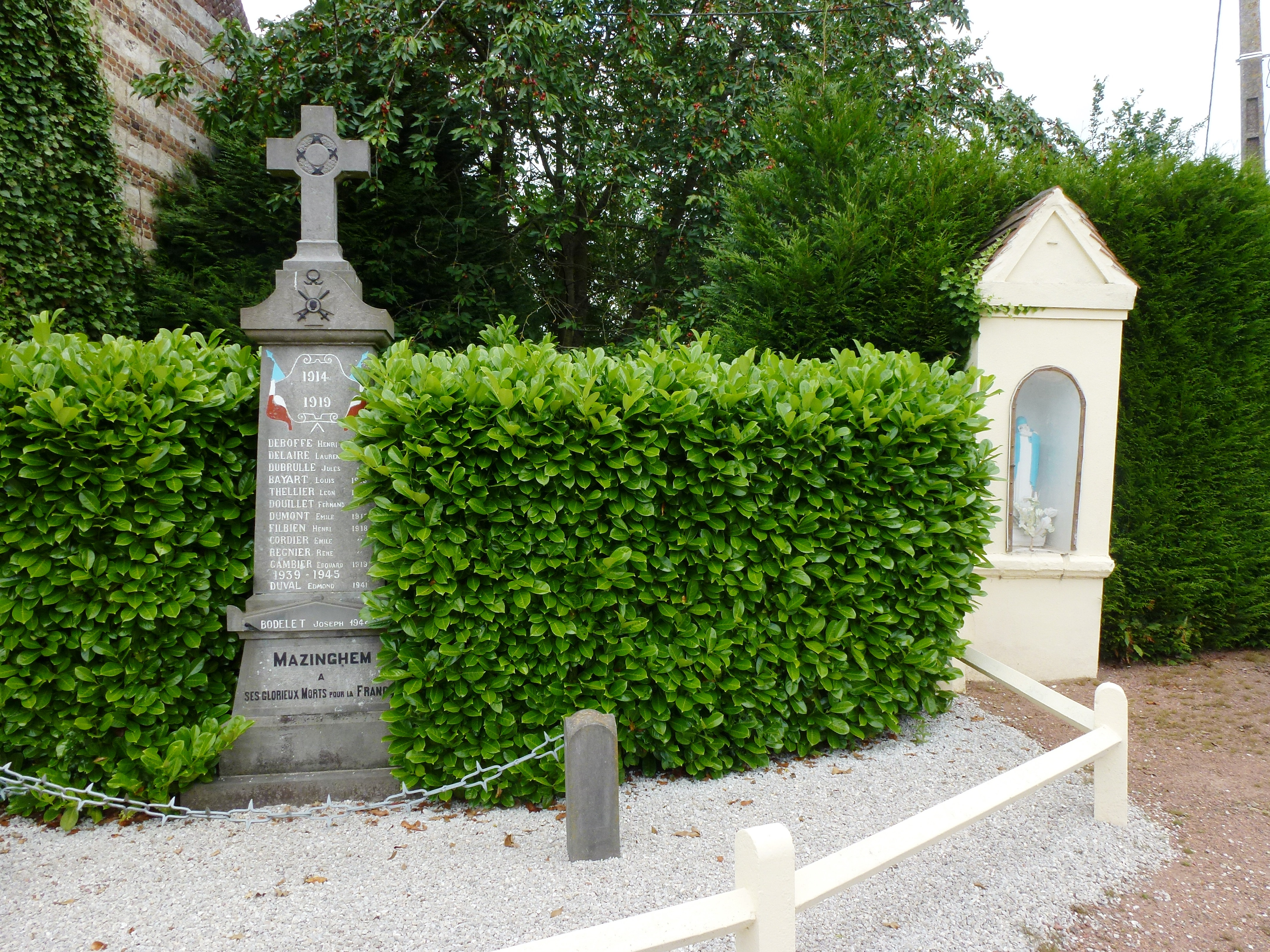
Le monument aux morts.
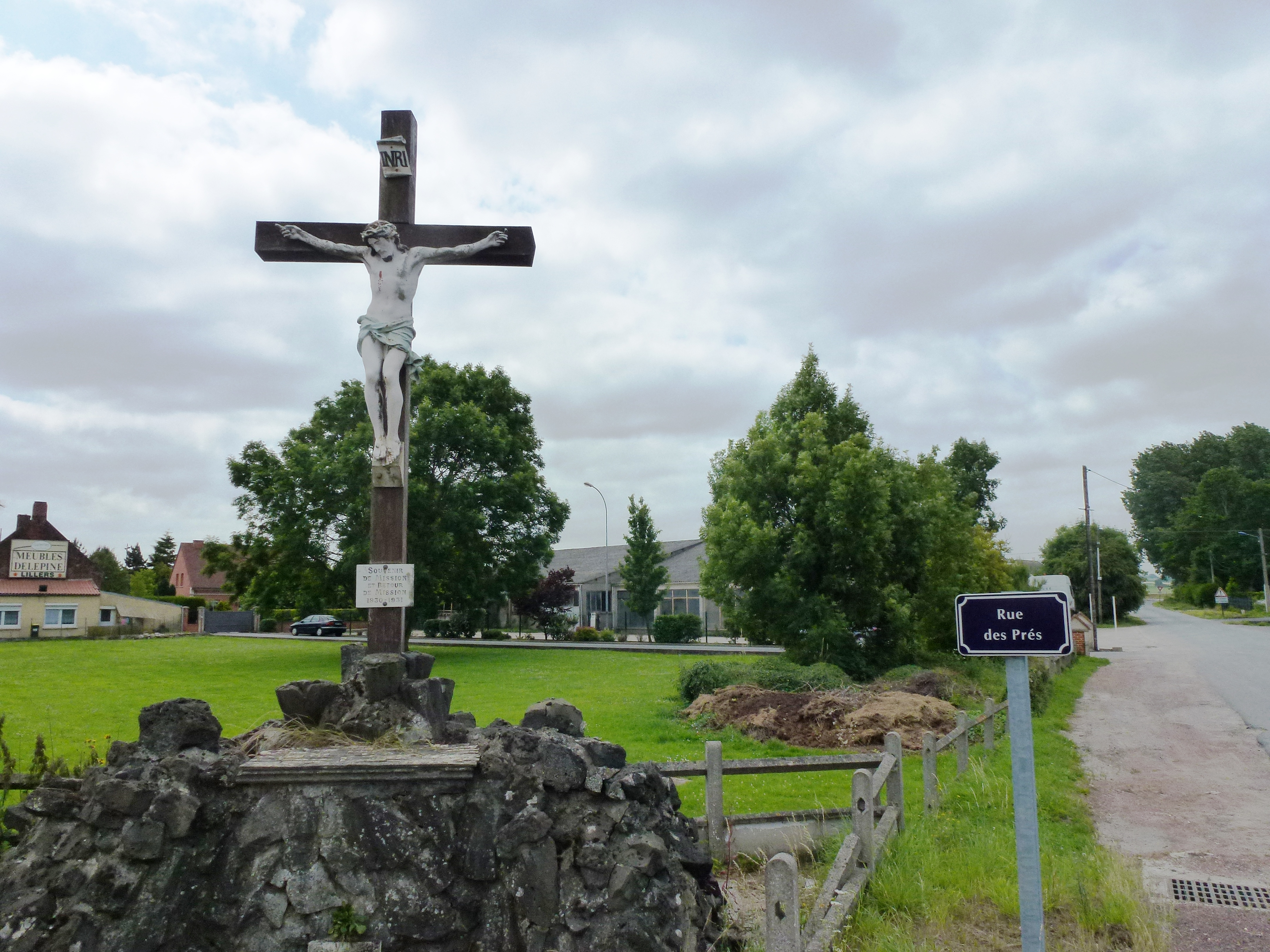
Une croix de chemin.

### Héraldique
| Blason de Mazinghem | Blason  | D'azur au chevron d'or accompagné de trois chandeliers du même; au chef d'or chargé de trois étoiles d'azur. |
| Blason de Mazinghem | Détails | Le statut officiel du blason reste à déterminer.                                                             |

## Pour approfondir

#### Bases de données, dictionnaires et encyclopédies
- Ressources relatives à la géographie :   - Insee (communes)
  - Ldh/EHESS/Cassini
- Ressource relative à plusieurs domaines :   - Annuaire du service public français
- Notices d'autorité :   - VIAF
  - BnF (données)